# Aphelandra cuatrecasasii
Aphelandra cuatrecasasii är en akantusväxtart som beskrevs av Emery Clarence Leonard. Aphelandra cuatrecasasii ingår i släktet Aphelandra och familjen akantusväxter. Inga underarter finns listade i Catalogue of Life.